# Heinz Schmellenmeier

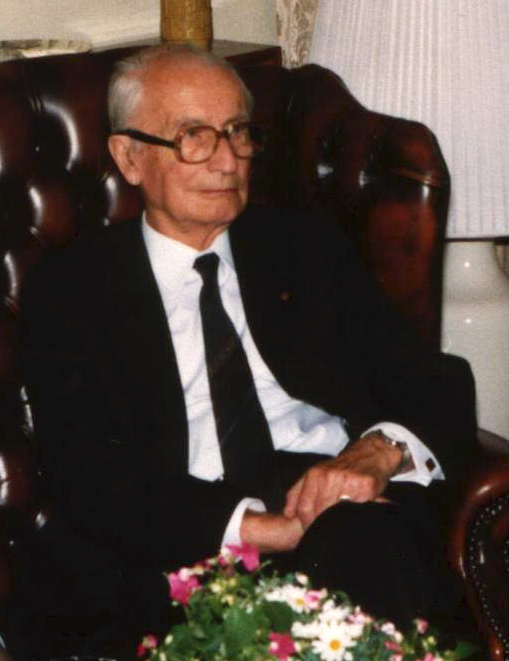
Heinz Schmellenmeier im April 1989

Heinz Paul Philipp Schmellenmeier (* 6. Januar 1909 in Berlin; † 31. August 1994 in Berlin) war ein deutscher Physiker und zeitweilig Rektor der Technischen Hochschule „Carl Schorlemmer“ Leuna-Merseburg.

## Leben
Er stammte aus einer kleinbürgerlichen Beamtenfamilie mit linksgerichteter Tradition. 1927 machte er sein Abitur und studierte Germanistik, Geschichte, Physik. 1932 war er Werkstudent im Osram-Konzern bei Robert Rompe und nahm dort an Tagungen und Diskussionen teil. Er befreundete sich mit Friedrich Georg Houtermans, der Oberassistent bei Nobelpreisträger Gustav Hertz war.
1935 promovierte er und war mehrere Monate unter dem Verdacht illegaler Tätigkeit inhaftiert.
Seit April 1941 unterhielt er mit Kriegsaufträgen ein privates wehrtechnisches Entwicklungslaboratorium Dr. Schmellenmeier in Berlin-Lankwitz, Leonorenstr. 47. Er hatte die Firma gegründet, um der Einziehung als Soldat zu entgehen. Weitere Mitarbeiter des Labors waren Bernhard Mrowka, Richard Gans und Klaus Gottstein.
Ende März 1943 berichtete Houtermans über die Repressalien, die Richard Gans durch die Nationalsozialisten zu erleiden hatte, da dieser jüdischer Abstammung war. Daraufhin wurde Gans wegen seiner angeblichen wichtigen Rolle in Rüstungsprojekten für unabkömmlich erklärt. Infolge eines Berichts über ein Betatron aus dem Jahre 1941 von Donald William Kerst entstand mit Houtermans und J. Hans D. Jensen die Idee zum Bau eines Elektronenbeschleunigers Rheotron. Man verkaufte diese der Wehrmacht als Waffe zum Abschuss von Flugzeugen, dies sollte eine Vorionisation der Motoren und damit eine Verhinderung der Motorenzündung bewirken.
Ende 1944 gelang es Schmellenmeier, sein Labor nach Oberoderwitz nahe der tschechischen Grenze zu verlegen. Als dort die sowjetische Armee anrückte, flüchtete er am 28. März 1945 weiter nach Burggrub in Oberfranken, wo die Amerikaner Mitte April die Ausrüstung übernahmen.
Anfang 1946 war er wieder in Berlin und arbeitete bei der Zentralverwaltung für Volksbildung, wo er unter anderem Beihefte zu Unterrichtsfilmen verfasste.
1953 entdeckte Heinz Schmellenmeier an der Pädagogischen Hochschule in Potsdam dünne Diamant-Filme als Produkt von Acetylen-Gasentladungen.
Von 1958 bis 1961 war Heinz Schmellenmeier Rektor der Technischen Hochschule für Chemie Leuna-Merseburg in der Nachfolge von Eberhard Leibnitz. Sein Nachfolger im Amt wurde Elmar Profft.
Im Anschluss an diese Rektoratsperiode wurde Schmellenmeier als Technischer Direktor des Berliner Glühlampenwerks Narva ernannt, und er war später bei der Akademie der Wissenschaften der DDR in Berlin tätig. 1969 wurde er emeritiert. Im selben Jahr wurde er mit dem Vaterländischen Verdienstorden in Silber ausgezeichnet.

## Veröffentlichungen (Auswahl)
- Messungen des Gradienten der positiven Säule von Edelgasniederdruckentladungen. Positive Charakteristik. In: Zeitschrift für Physik. 122, 1944, S. 269, doi:10.1007/BF01342756.
- Studien über die Strahlung der Resonanzlinien der Natriumentladung und die Schaffung einer absoluten Lichteinheit. In: Zeitschrift für Physik. 93, 1935, S. 705, doi:10.1007/BF01337856.
- Die Beeinflussung von festen Oberflächen durch eine ionisierte Gasatmosphäre: Der Mechanismus der Reaktionen an der Kathode von Glimmentladungen. 1953
- Über philosophische Fragen der modernen Physik. In: Deutsche Zeitschrift für Philosophie. Berlin (Ost). 3. 1955, S. 378–383
- Humanismus und Wissenschaft. 1961
- Richard Gans – Hochschullehrer in Deutschland und Argentinien.
- Notizen zur Wissenschaftsentwicklung. 1985
- Besiegte Dämonen. Verlag Neues Leben, Berlin 1972
- Licht und Beleuchtung : zur Geschichte der Lichttechnik, insbesondere der deutschen Lichtquellenindustrie, ein Modellfall für das Wesen moderner Technik; posthum in Verehrung Prof. Dr. phil. Marcello Pirani. Physikalische Gesellschaft der Deutschen Demokratischen Republik / Arbeitsgruppe Physikgeschichte, Berlin 1982
- Technologie elektronischer Bauelemente. Verlag Technik, Berlin 1970
- Die Naturwissenschaften im gesamtgesellschaftlichen System: gezeigt an Beispielen aus der Physik. Urania-Verlag, Berlin 1970